# Franz Theodor Wolf
Franz Theodor Wolf (Bartholomä in Duitse Bond, 13 februari 1841  -  Dresden in Duitsland, 22 juni 1924) was een Duitse geoloog, geograaf en botanicus die voornamelijk bekend werd door zijn activiteiten in Ecuador.

## Biografie
Als de derde van zeven kinderen van een schoolmeester, groeide Theodor Wolf op in bescheiden milieu. Toen hij 16 was, trad hij als novice toe tot de orde van de Jezuïeten en doorliep het noviciaat in het klooster Gorheim in Baden-Württemberg, rondde zijn eindexamen gymnasium af en studeerde daarna theologie in Aken en Münster en vanaf 1862 natuurwetenschappen in Bonn. Reeds in 1864 kreeg hij een benoeming als docent aan de faculteit natuurwetenschappen van het Collegium maximum van de Jezuïeten aan de Abdij van Maria Laach.
In 1870, het jaar van zijn priesterwijding, werd Wolf benoemd tot hoogleraar in de geologie en mineralogie aan de Universidad Central del Ecuador in Quito. Toen hij in 1874 de jezuïetenorde verliet, moest hij zijn hoogleraarsbaan opgeven. In 1875 deed hij verkennend onderzoek op de Galapagoseilanden en beschreef daar de flora. Daarna werd hij door de president Antonio Borrero Cortázar benoemd tot "geologo oficial de Ecuador" (rijksgeoloog van Ecuador). In deze functie wijdde hij zich niet in de laatste plaats aan excursies door de Ecuadoraanse provincies. Hieruit ontstond zijn magnum opus, de "Geografía y Geología del Ecuador" (in 1892 gepubliceerd in Leipzig).
Theodor Wolf keerde in 1891 terug naar Duitsland en vestigde zich in het stadsdeel Plauen van Dresden, waar hij zijn studies als vrij gevestigd onderzoeker voortzette. Hij werd begraven in het familiegraf op het kerkhof in Dresden-Plauen.

## Zijn nalatenschap en onderscheidingen
In 1921, op zijn 80ste verjaardag benoemde het Nationaal Congres van Ecuador hem tot ereburger, een onderscheiding waaraan een jaargeld (Eherensolde) was verbonden. In zijn geboorteplaats Bartholomä is een straat naar hem genoemd en op zijn woonhuis in Dresden is een gedenkplaat. In Ecuador zijn diverse scholen naar hem vernoemd, verder het eilandje Isla Wolf, de vulkaan Wolf en een gletsjer op de Chimborazo, een uitgedoofde vulkaan in de Andes. Zijn grote herbariumcollectie, met vooral planten uit het geslacht Potentilla, berust bij het plantkundig instituut van de Technische Universiteit Dresden.
De officiële botanische soortauteursafkorting van Theodor Wolf is "Th.Wolf"; eerder was er ook de afkorting  "Wolf" in gebruik. Naar hem zijn vernoemd:
- Uit de Araceae: Anthurium wolfii
- Uit de Asteraceae: Hieracium wolfii
- de Octopus soort Octopus wolfi

## Publicaties
- Über die Bodenbewegungen an der Küste von Manabí (Departement Guayaquil), nebst einigen Beiträgen zur geognostischen Kenntnis Ecuadors. Deutsche Geologische Gesellschaft, Berlin 1872.
- Crónica de los fenómenos volcánicos y terremotos en el Ecuador: Con algunas noticias sobre otros países de la América central y meridional, desde 1533 hasta 1797. Escuela Politécnica de Quito, Quito 1873.
- Geognostische Mittheilungen aus Ecuador. Der Cotopaxi und seine letzte Eruption am 26. Juni 1877. o.O. 1878.
- Ein Besuch der Galápagos-Inseln. Carl Winter's Universitätsbuchhandlung, Heidelberg 1879.
- Viajes cientificos por la Republica del Ecuador. Verificados y publicados por órden del supremo gobierno de la misma república. Imprenta del comercio, Guayaquil 1879 (3 Bände).
- Über die geographischen Verhältnisse der Republik Ecuador und speziell der Hoch-Anden. Dietrich Reimer Verlag, Berlin 1891.
- Geografía y Geología del Ecuador. Brockhaus, Leipzig 1892.
- Potentillen (Ganzerik (geslacht)) - Studien
  - Band 1: Die sächsischen Potentillen und ihre Verbreitung besonders im Elbhügellande.  Verlag von Wilhelm Baensch, Dresden 1901.
  - Band 2: Die Potentillen Tirols.  Verlag von Wilhelm Baensch, Dresden 1903.
- Monographie der Gattung Potentilla. Schweizerbart'sche Verlagsbuchhandlung, Stuttgart 1908.

- Biblioteca Nacional de Chile: 000392875
- Author citation (botany): Th.Wolf
- CiNii: DA1602690X
- Gemeinsame Normdatei: 117445924
- International Standard Name Identifier: 0000 0001 0871 3708
- Library of Congress Control Number: no2005039128
- Nationale bibliotheek van Australië: 35780840
- Nederlandse Thesaurus van Auteursnamen: 264076273
- Réseau des bibliothèques de Suisse occidentale: 02-A012724841
- SNAC: w65r93b3
- Système universitaire de documentation: 083783156
- Museum of New Zealand Te Papa Tongarewa: 51454
- Trove: 1084189
- Virtual International Authority File: 13085057
- WorldCat: E39PBJrRhfD8WcQtWdBtjpGrbd